# Charaxes flavescens
Charaxes flavescens är en fjärilsart som beskrevs av Lanz 1896. Charaxes flavescens ingår i släktet Charaxes och familjen praktfjärilar. Inga underarter finns listade i Catalogue of Life.